# تومي موني
تومي موني (بالإنجليزية: Tommy Mooney)‏ (و. 1971  م) هو لاعب كرة قدم، من المملكة المتحدة، ولد في ميدلزبرة، يلعب كمهاجم.

## روابط خارجية
- تومي موني على موقع قاعدة بيانات كرة القدم.إي يو (الإنجليزية)
- تومي موني على موقع Soccerbase.com (لاعب) (الإنجليزية)
- تومي موني على موقع عالم كرة القدم.نت (الإنجليزية)